# Przygodowa gra akcji
Przygodowa gra akcji (ang. action adventure) – gatunek gry komputerowej łączący elementy gier przygodowych i gier akcji. Pierwszą znaną grą tego gatunku jest wydana w 1978 roku na Atari 2600 Adventure, chociaż często za twórcę uznaje się koncern Nintendo, który wydał The Legend of Zelda w 1986 roku. Wraz ze spadkiem popularności gier przygodowych, przygodowe gry akcji zyskały większą sławę.

## Kłopotliwość definicji
Termin „gier przygodowo-zręcznościowych” stał się bardziej ogólny niż na początku jego istnienia i aktualnie używa się go do opisywania właściwie każdej gry, która łączy elementy rozgrywki bazujące na refleksie, zręczności z pewnymi elementami rozwiązywania problemów. Można to przypisać brakowi stałej definicji od początku istnienia gatunktu. Tak więc wiele osób uważa serię gier Legend of Zelda za hybrydę gier RPG i zręcznościowych („adventure RPG” lub „action RPG”), jednakże jest to nieprawidłowe sklasyfikowanie według miejsca akcji. Gry o podobnej rozgrywce, lecz osadzone w innych światach (na przykład sci-fi), nigdy nie są nazywane w ten sposób.
Z powodu braku dokładnej definicji terminu przygodowych gier akcji w społeczności graczy i wśród mediów istnieją pewne różnice w opisywaniu tego gatunku. „Jedna z definicji mówi: Przygodowa gra akcji to gra, która ma na tyle dużo akcji, że nie można jej uznać za grę przygodową, natomiast na tyle mało, że nie może nazwać grą akcji”. Pomimo tego różnice wśród pism internetowych i magazynów o grach, do której kategorii zaliczyć daną grę, są dość widoczne.

## Ogólne własności
W przygodowych grach akcji, mimo momentów wymagających refleksu (często w walce z przeciwnikami lub w celu ich ominięcia), rozgrywka polega głównie, jak w grach przygodowych, na zbieraniu przedmiotów, eksploracji, interakcji ze środowiskiem gry oraz rozwiązywaniu łamigłówek. Podczas gdy kontrola gry przypomina styl arcade'owy (poruszanie bohaterem, kilka rodzajów akcji), w grze zazwyczaj istnieje pewien główny cel poza uzyskaniem najwyższego wyniku. Jest to często porównywane do gier fabularnych.

## Podgatunki
Przygodowe gry akcji dość trudno jest zdefiniować, jednakże istnieje możliwość wyróżnienia kilku podgatunków tych gier. Popularnymi podgatunkami przygodowych gier akcji są:
- Gry survivalowe, jak Ark: Survival Evolved czy Wurm Online, gdzie głównym zadaniem jest przetrwanie;
- Survival horrory, jak Resident Evil i Silent Hill, które bazując głównie na grozie, a operują na zarządzaniu zasobami i sprawdzaniu przez gracza, czy ma wystarczającą ilość amunicji lub leków, by „przetrwać” w świecie gry;
- Gry platformowe, jak Super Metroid czy Castlevania: Symphony of the Night, które polegają na eksploracji dwuwymiarowego środowiska;
- Gry metroidvania, jak Cave Story[3] czy Star Wars Jedi: Upadły zakon[4], w których bohater porusza się po świecie gry, jednakże z początku nie ma dostępu do wszystkich lokalizacji, a dostać się do nich może dopiero w dalszej części gry po zdobyciu specyficznych umiejętności bądź przedmiotów[3][4]. Nazwa podgatunku pochodzi od gier będących prekursorami tego typu rozgrywki – Metroida i Castlevanii[3].
- Fabularne gry akcji, jak serie Baldur’s Gate: Dark Alliance i Secret of Mana.